# Darney (månekrater)
Darney er et nedslagskrater på Månen. Det befinder sig på Månens forside, hvor Mare Nubium slutter sig til Oceanus Procellarum. Det er opkaldt efter den franske astronom Maurice Darney (1882 – 1958).
Navnet blev officielt tildelt af den Internationale Astronomiske Union (IAU) i 1935. 

## Omgivelser
Darneykrateret ligger nord for det lavaoversvømmede Lubiniezkykrater. Darneys sydlige rand er forbundet med en række lave højderygge, som strækker sig i sydvestlig retning.

## Karakteristika
Dette er et skålformet krater med en lille kraterbund midt mellem de skrånende indre vægge. Krateret har forholdsvis høj albedo sammenlignet med det omgivende og mørke mare, og krateret er i midtpunktet af et lille strålesystem, som strækker sig over 110 km.

## Satellitkratere
De kratere, som kaldes satellitter, er små kratere beliggende i eller nær hovedkrateret. Deres dannelse er sædvanligvis sket uafhængigt af dette, men de får samme navn som hovedkrateret med tilføjelse af et stort bogstav. På kort over Månen er det en konvention at identificere dem ved at placere dette bogstav på den side af satellitkraterets midte, som ligger nærmest hovedkrateret. Darneykrateret har følgende satellitkratere:
| Darney | Længde  | Bredde  | Diameter |
| ------ | ------- | ------- | -------- |
| B      | 14,8° S | 26,4° V | 4 km     |
| C      | 14,1° S | 26,0° V | 13 km    |
| D      | 14,5° S | 27,0° V | 6 km     |
| E      | 12,4° S | 25,4° V | 4 km     |
| F      | 13,3° S | 26,4° V | 4 km     |
| J      | 14,3° S | 21,4° V | 7 km     |

## Måneatlas
- Billeder af Darneykrateret i LPI-måneatlasset